# Bay Village (Ohio)
Pour les articles homonymes, voir Bay Village.
Bay Village est une ville du comté de Cuyahoga, dans l’État de l’Ohio, aux États-Unis. Lors du recensement de 2010, sa population s’élevait à 15 651 habitants. Elle est située dans la banlieue de Cleveland.

## Personnalités liées
- Steve Hauschildt, musicien
- Patricia Heaton, actrice et productrice
- Kate Voegele, chanteuse
- Lili Reinhart, actrice

## Source
- (en) Cet article est partiellement ou en totalité issu de l’article de Wikipédia en anglais intitulé « Bay Village, Ohio » (voir la liste des auteurs).